# Hold tæt og ha' det lunt
Hold tæt og ha' det lunt er en dansk oplysningsfilm fra 1941 instrueret af Mogens Skot-Hansen efter eget manuskript.

## Handling
En lejlighed gennemgås for utætheder. Officiel propaganda for bedre isolering af boliger under besættelsen.